# Bednarka (materiały budowlane)

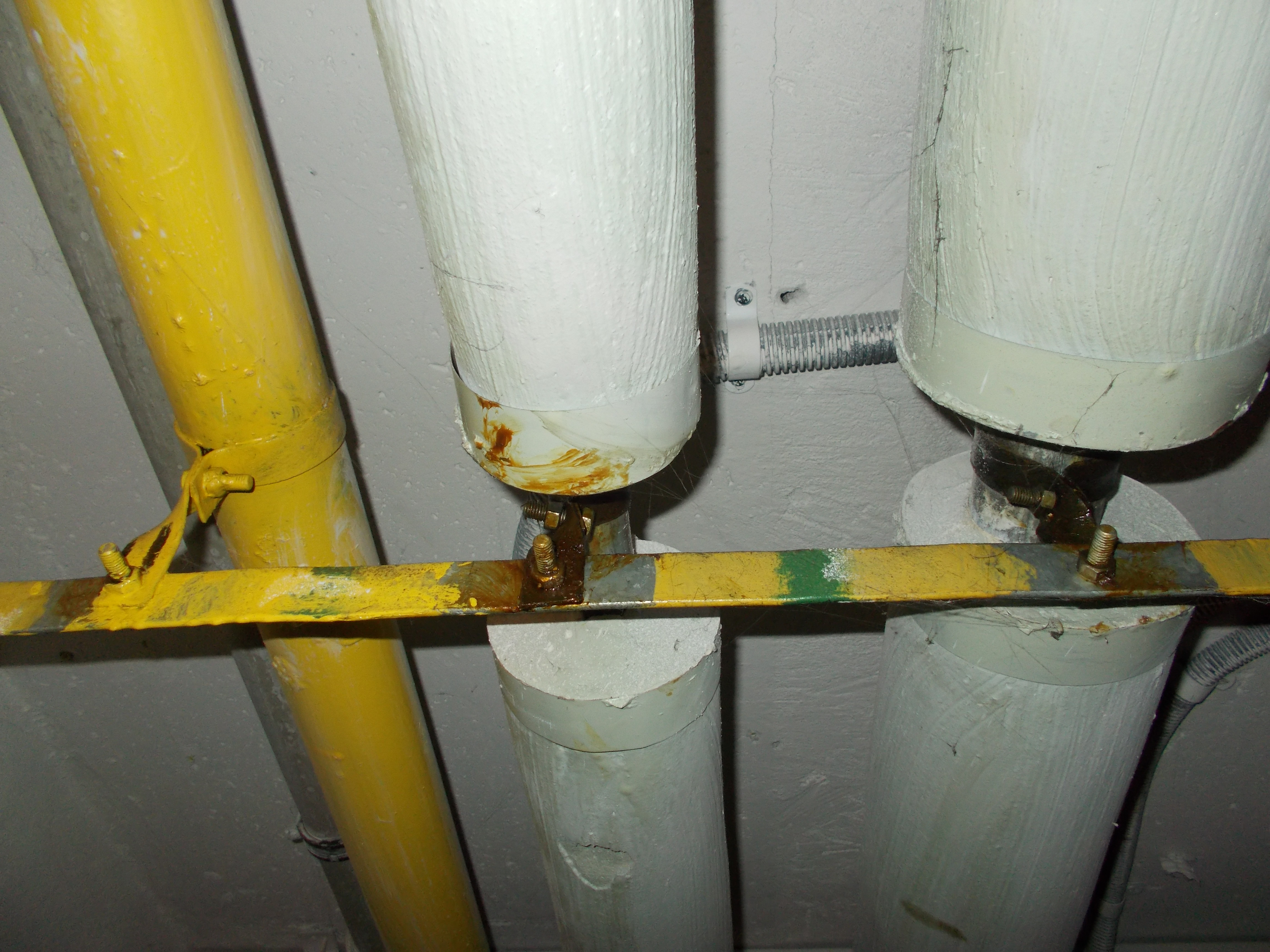
Bednarka została użyta jako przewód wyrównawczy główny łączący części przewodzące obce

Bednarka – taśma stalowa, o przekroju silnie spłaszczonego prostokąta. Grubość 1–5 mm, szerokość 20–85 mm, zwijana w kręgi. Szeroko stosowana w budownictwie w instalacjach elektrycznych (np. jako uziemienie) dawniej również jako zbrojenie nadproża Kleina. W instalacjach elektrycznych bednarkę zabezpiecza się przed korozją, powlekając powierzchnię cynkiem.
Pierwotnie bednarką nazywano stalową taśmę stosowaną w bednarstwie jako obręcz opasającą i utrzymującą w całości klepki beczki, cebrzyka.

## Zastosowanie bednarki w instalacjach elektrycznych
Bednarka w instalacjach elektrycznych wchodzi w skład ochrony przeciwporażeniowej, przeciwprzepięciowej i odgromowej. Wykorzystywana jest jako: przewody wyrównawcze główne, przewody uziemiające, uziemienie otokowe, przewody ochronne, szyny wyrównawcze główne.